# 菅野六郎左衛門
菅野 六郎左衛門（すがの ろくろうざえもん、生年不詳 - 元禄7年2月11日（1694年3月6日））は、江戸時代中期の武士。伊予国西条藩士。村上庄左衛門と高田馬場の決闘を行い、中山安兵衛（堀部武庸）の助太刀を得て勝利したが、討ち死にしている。名ははじめ半左衛門（はんざえもん）といった。

## 生涯
『西條藩根元録』によると六郎左衛門は西条藩の江戸詰めの藩士で、貞享元年（1684年）に中小姓となり、元禄2年（1689年）に半左衛門から六郎左衛門と改名したとある。
西条藩松平家は堀内正春道場の出張稽古先であり、菅野は堀内道場の師範代だった中山安兵衛と意気が合い、2人は叔父甥の義を結んだ。
中山安兵衛が松平家に提出した『二月二十一日高田馬場喧嘩之事』（細川侯爵家文庫所蔵）によれば高田馬場の決闘の経緯は次の通りである。1694年（元禄7年）2月7日に菅野が組頭方で村上庄左衛門と相番していたとき、年始振舞に村上が菅野を疎言したことについて二人は口論になり、このときは他の藩士たちがすぐに止めに入ったため、二人は盃を交わして仲直りしたが、その後また口論になったため、ついに高田馬場での決闘を決めた。菅野は天竜寺竹町借宅の中山安兵衛宅を訪れ、村上側は兄弟3人と家来合わせてすでに6、7人を集めた可能性があるが、自分には若党と草履取りしかいないので自分が死んだ場合には妻子のことなどの後事をお願いしたいと事情を話した。安兵衛は助太刀を申し出て六郎左衛門について行った。元禄七年二月十一日四ッ半過（午前11時過）に行われた高田馬場の決闘で、安兵衛は、村上庄左衛門の弟二人（村上三郎左衛門と中津川祐見）を切り伏せ、一方、六郎左衛門は、村上庄左衛門と斬りあい、眉間に致命傷を負わされながらも庄左衛門の右手を斬り落としたところ、すかさず若党角田佐次兵衛がかけつけ、庄左衛門の左手を切り落とした。その後かけつけた安兵衛が村上庄左衛門に止めを刺し、六郎左衛門を介抱しようとしたが、すでに手遅れで息を引き取った。
安兵衛は菅野に代わって主家の松平家に『二月二十一日高田馬場喧嘩之事』を提出した。実際に安兵衛が斬ったのは3人か4人（村上の郎党の有無）だったが、巷では脚色されて高田馬場18人斬りとして話題になって安兵衛は有名人になった。赤穂藩主浅野家の家臣堀部弥兵衛金丸が彼を婿に欲しがるようになり、弥兵衛は菅野の知人だった中根長大夫を通じて安兵衛に婿入りを頼んで堀部安兵衛となって浅野家に仕えることになる。